# Charles Désiré Thimonet des Gaudières
Charles Désiré de Thimonet des Gaudières, seigneur de Dombland, né le 27 mars 1732 à Domblans (Jura), mort le 1er juin 1814 à Cambrai (Nord), est un général de brigade de la Révolution française.

## États de service
Il entre en service en 1743, comme lieutenant dans les milices de Salins, il devient lieutenant en second le 1er mars 1746, au régiment d'Enghien, lieutenant en premier le 8 septembre 1746, et il sert en Flandre de 1744 à 1748. Il reçoit son brevet de capitaine le 23 mai 1755, et il participe à la campagne d'Allemagne de 1757 à 1759. Le 4 avril 1760, il est nommé lieutenant-colonel des grenadiers royaux de l'Orléanais, retourne en Allemagne de 1760 à 1762, et il passe lieutenant de roi à Cambrai le 8 mai 1765. Il est fait chevalier de Saint-Louis en mai 1760. Il est nommé lieutenant-colonel du régiment de Navarre en 1786.
Commandant de la Garde nationale de Cambrai, il est promu maréchal de camp le 1er août 1791, et il est admis à la retraite le jour même. Il est arrêté le 5 septembre 1793, et il est libéré le 30 octobre suivant. Le 23 juin 1796, il reprend du service comme général de brigade à la suite de la place de Cambrai, avec le traitement de commandant temporaire de 2e classe. Arrêté de nouveau le 16 mars 1794, il est envoyé en arrestation à son domicile le 16 avril 1794. Mis en congé de réforme, il est admis à la retraite avec une pension de 3 000 francs comme chef de brigade en 1794.
Il meurt le 1er juin 1814, à Cambrai.

## Sources
- (en) « Generals Who Served in the French Army during the Period 1789 - 1814: Eberle to Exelmans »
- Charles Désiré de Thimonet des Gaudières  sur roglo.eu
- « Les hommes de Napoléon Ier : Personnages signalés dans la base » (version du 7 juillet 2015 sur Internet Archive)
- Monsieur De La Fortelle, Fastes militaires, ou Annales des chevaliers des ordres royaux et militaires, 1779, p. 640.
- Georges Six, Dictionnaire biographique des généraux & amiraux français de la Révolution et de l'Empire (1792-1814), Paris : Librairie G. Saffroy, 1934, 2 vol., p. 494